# 鄭僑源
鄭 僑源（てい きょうげん、朝鮮語: 정교원、1887年4月24日（高宗24年 / 明治20年）　- 没年不明）は、明治から昭和にかけての大韓帝国の官吏、朝鮮総督府官僚。大韓民国によって親日反民族行為者に認定された。本貫は延日。日本名は鳥川 僑源。

## 経歴
慶尚北道達城郡達西面（現・大邱広域市）もしくは京城府嘉会洞（現・ソウル特別市鐘路区嘉会洞）に生まれる。1906年6月に度支部主事に任じられ、のち財務監督局主事を務めた。日韓併合後の1910年10月に朝鮮総督府臨時土地調査局書記を命じられる。のち、臨時土地調査局監査官、慶尚南道居昌郡守を務め、1921年2月、朝鮮総督府道理事官に昇進し、慶尚南道庶務課長、同勧業課長、同学務課長となった。1925年9月、朝鮮総督府中枢院通訳官兼中枢院書記官に転じ、1929年から全羅北道参与官、1930年から全羅南道参与官、のち同産業部長を務めた。1933年4月7日には、黄海道知事、1937年12月20日には忠清南道知事に就任。1939年5月に忠清南道知事を辞職し、国民精神総動員朝鮮連盟理事に就任し、同年6月には勅任官である朝鮮総督府中枢院参議に任ぜられた。1940年には勲三等旭日中綬章を授与された。同年11月には国民総力朝鮮連盟総務部長に就任し、「内鮮一体」を宣伝した。1940年4月29日に勲一等旭日大綬章を授与された。1941年8月に興亜報国団が発足すると、常任委員に就任した。1945年6月16日には忠清北道知事に任じられ、日本による統治が終了するまで務めた。大韓民国が建国されると、1949年に反民族行為特別調査委員会が発足し同年3月に逮捕されたが、同年8月に釈放された。1950年8月に拉致され、以後の消息は不明。